# Synagogue de Mondovi
La synagogue de Mondovi, en Italie, a été construite dans la seconde moitié du XVIIIe siècle. En raison de l'absence de Juifs à Mondovi, la synagogue n'est plus en service.
Mondovi est une petite ville de la province de Coni dans la région du Piémont en Italie. Située à 25 km à l'est de Coni (Cuneo), elle compte actuellement environ 22 600 habitants.

## La communauté juive

### Du Moyen Âge auXVIIesiècle

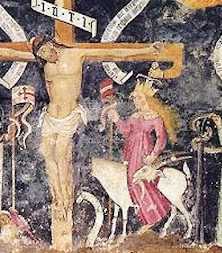
Détail de la fresque "Croce brachiale" dans l'église Santa Croce de Mondovi, représentant la Synagogue chevauchant un bouc décapité.

Des documents attestent d'une petite présence juive à Monregalese (région de Mondovi) à partir du début du XVe siècle. Mondovi, à l'époque, est un des principaux centres du Piémont, siège à partir de 1388 d'un vaste diocèse. La présence de l'Inquisition, située au centre du diocèse explique l'installation plus tardive de Juifs à Mondovi que dans les autres villes du Piémont.
Cependant l'arrivée des premiers Juifs peut avoir été antérieure, car une fresque de l'église de Santa Croce de Mondovi, la Croce brachiale, peinte par un disciple de Giovanni da Modena vers 1450, représente la synagogue comme symbole de toutes les hérésies, sous les traits d'une femme qui, à cheval sur un bouc dont elle tient la tête tranchée, est poignardée par une des mains de la croix. Une telle représentation, qui renvoie à la synagogue de Satan dans l'Apocalypse, peut difficilement se comprendre en l'absence de Juifs.
Aux XVe et XVIe siècles, les Juifs continuent à s'installer à Mondovi, comme on peut le constater par les nombreux actes de vente et de commerce conservés dans les archives du diocèse. Ce flux est souvent interrompu par des poussées sporadiques de persécutions, souvent liées à la disparition de jeunes enfants chrétiens, dont on accuse les Juifs.
À la fin du XVIe siècle, des banquiers juifs, dont Aron Sacerdote, commencent à s'établir en ville, et a y pratiquer le prêt d'argent, profession alors interdite au Chrétiens. Par contre, dans les villages avoisinants de Fiamenga  et de Vicoforte, situés respectivement à 5 et 6 km au sud-est de Mondovi, les Juifs se spécialisent dans la production de vers à soie et de filature textile. C'est à cette époque que se crée l'embryon d'une modeste communauté.

### Le temps du ghetto puis de l'émancipation
En 1724, en application des dispositions royales de Victor-Amédée II de Savoie, les Juifs sont confinés dans un ghetto. Mondovi est divisé en deux parties, le Mondovi Breo en bas près de la rivière Ellero et sur la colline, l'ancien Mondovi ou Mondovi Piazza. Les autorités décident que les 64 Juifs habitant Mondovi, mais aussi la région avoisinante, à Carrù, Bene Vagienna, Dogliani, Vicoforte, Fiamenga et Ceva, doivent s'installer dans les quelques maisons qui leur sont réservées dans la zone centrale de la partie supérieure de la ville, à Mondovi Piazza, quartier de Vico, à côté de la fraternité Saint-Antoine, entre la voie Pizzo et la Piazza d'Armi. Le ghetto de Mondovi, contrairement aux autres ghettos de la péninsule, est le seul, en raison de sa configuration, à ne pas avoir été fermé par des portes.
En 1761, le recensement fait état de douze familles juives à Mondovi. En 1839, la communauté compte 79 hommes et 68 femmes.
Par décrets du 29 mars, du 15 avril et du 19 juin 1848, le roi Charles-Albert de Savoie, par le statut albertin, accorde aux Juifs l'égalité complète des droits religieux et civils. Le ghetto est alors officiellement aboli, et les Juifs ont dorénavant la liberté de leur lieu de résidence. La communauté juive de Mondovi atteint son apogée avec deux cents membres à la fin du XIXe siècle.
À partir de cette date, son importance va rapidement décroître avec une forte immigration interne, principalement des jeunes vers les villes universitaires et les grands centres industriels de Turin et de Milan. Le dernier rabbin, Ferrucio Servio, quitte Mondovi en 1905 quand il ne reste plus que dix familles. La synagogue n'a jamais été électrifiée, avant sa récente restauration, et n'a été ouverte que brièvement en 1924 pour un mariage. En 1931, comme plusieurs autres petites communautés de la région, la communauté de Mondovi est rattachée à celle de Turin.

### La période fasciste et la fin de la présence juive
Au second semestre 1938, plusieurs décrets signés par le chef du gouvernement Benito Mussolini et promulgués par le roi Victor-Emmanuel III, légitiment une vision raciste de la « question juive ». L'ensemble de ces décrets et documents cités constituent l'ensemble des Leggi razziali (lois raciales). À cette date, seulement onze juifs vivent encore à Mondovi. Ceux-ci sont alors systématiquement persécutés, sans  qu'il n'en résulte aucune manifestation publique de protestation ou de solidarité. En septembre, Delfina Ortona, professeur de littérature au collège est congédié. Quelques mois plus tard, la famille Bassani perd le contrôle de l'aciérie dont elle est propriétaire. Marco Levi, directeur et copropriétaire de l'usine de céramique Besio, est obligé de vendre ses parts aux actionnaires non-juifs, et de démissionner. Moïse Levi met sa banque en liquidation, et celle-ci est rachetée par la Banco Popolare di Novara.
Après le déclenchement de la Seconde Guerre mondiale, de nombreux Juifs se réfugient à Mondovi. Leur présence est minutieusement vérifiée par le commissaire préfectoral, qui, après l'invasion allemande du nord de l'Italie, transmettra ses dossiers au commandant allemand de la place, Schmidt. La perception d'un danger imminent conduit la majorité des Juifs à trouver refuge et protection dans les grandes villes ou à la campagne auprès de justes, civils ou religieux.
Seul le professeur Delfina Ortona est arrêté et interné au camp de concentration de Borgo San Dalmazzo, et déporté le 15 février 1944 au camp de Fossoli puis à Auschwitz, où il est assassiné à l'arrivée.
Les persécutions fascistes puis nazies balayent les derniers vestiges de la présence juive à Mondovi. Après la Seconde Guerre mondiale, il ne reste plus qu'un seul Juif, l'entrepreneur et banquier Marco Levi, propriétaire de l'usine de céramique Besio. Célibataire et sans enfants, il décède en 2001. Dix ans avant sa mort, il fonde le Musée de la céramique de Mondovi.

## La synagogue

### Description

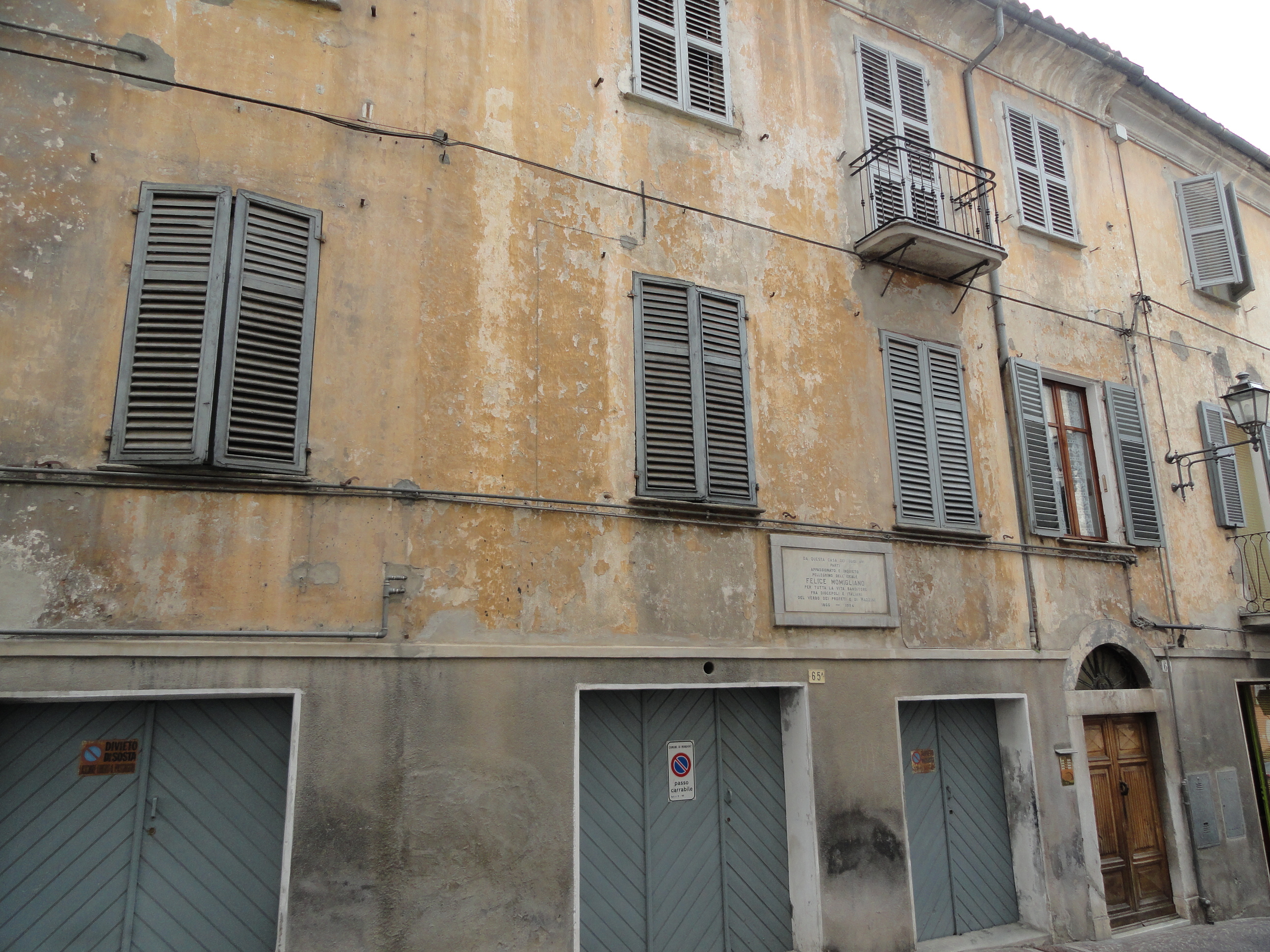
La façade de la synagogue sans aucun signe caractéristique

Après le confinement de la population juive à l'intérieur des limites du ghetto, décrété dans les premières décennies du XVIIIe siècle, la synagogue ne doit posséder aucune caractéristique architecturale visible de l'extérieur. Elle est donc installée, fin du XVIIIe siècle, au 65 via Vico, à l'intérieur du ghetto, au second et dernier étage d'une maison d'habitation privée, sans aucun signe distinctif. Sur la façade côté rue, seule une plaque commémoratrice est apposée à la mémoire de Felice Momigliano (1866-1924), historien et écrivain italien d'origine juive, qui habita dans cette maison.
En haut de l'escalier, on pénètre par une petite porte dans la salle de prière de la forme d'un trapèze rectangle et de style baroque piémontais tardif, avec des peintures murales en trompe-l'œil. La salle conserve sa disposition d'origine, avec un plan central et les bancs, disposés le long des murs, font face à la Tevah, cœur de l'espace liturgique. Le plancher est en bois, avec les lattes disposées en octogones concentriques. Les murs peints reproduisent une architecture de colonnes et d'arches, fermées par des tentures.
Au centre la Tevah octogonale, du plus beau baroque, en bois, avec le couronnement soutenu par huit colonnes pourvues de chapiteaux corinthiens dorés.

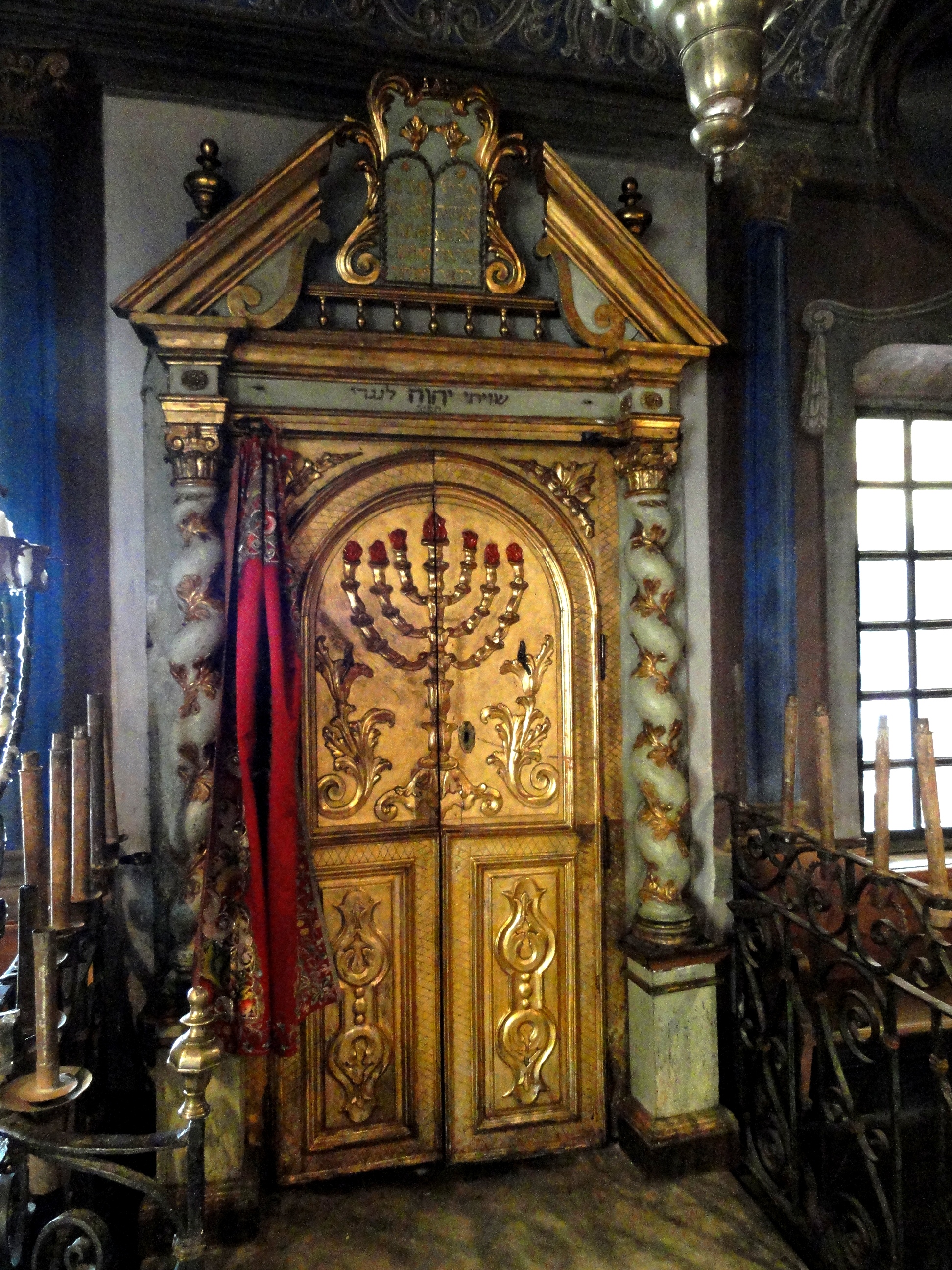
L'Arche sainte.

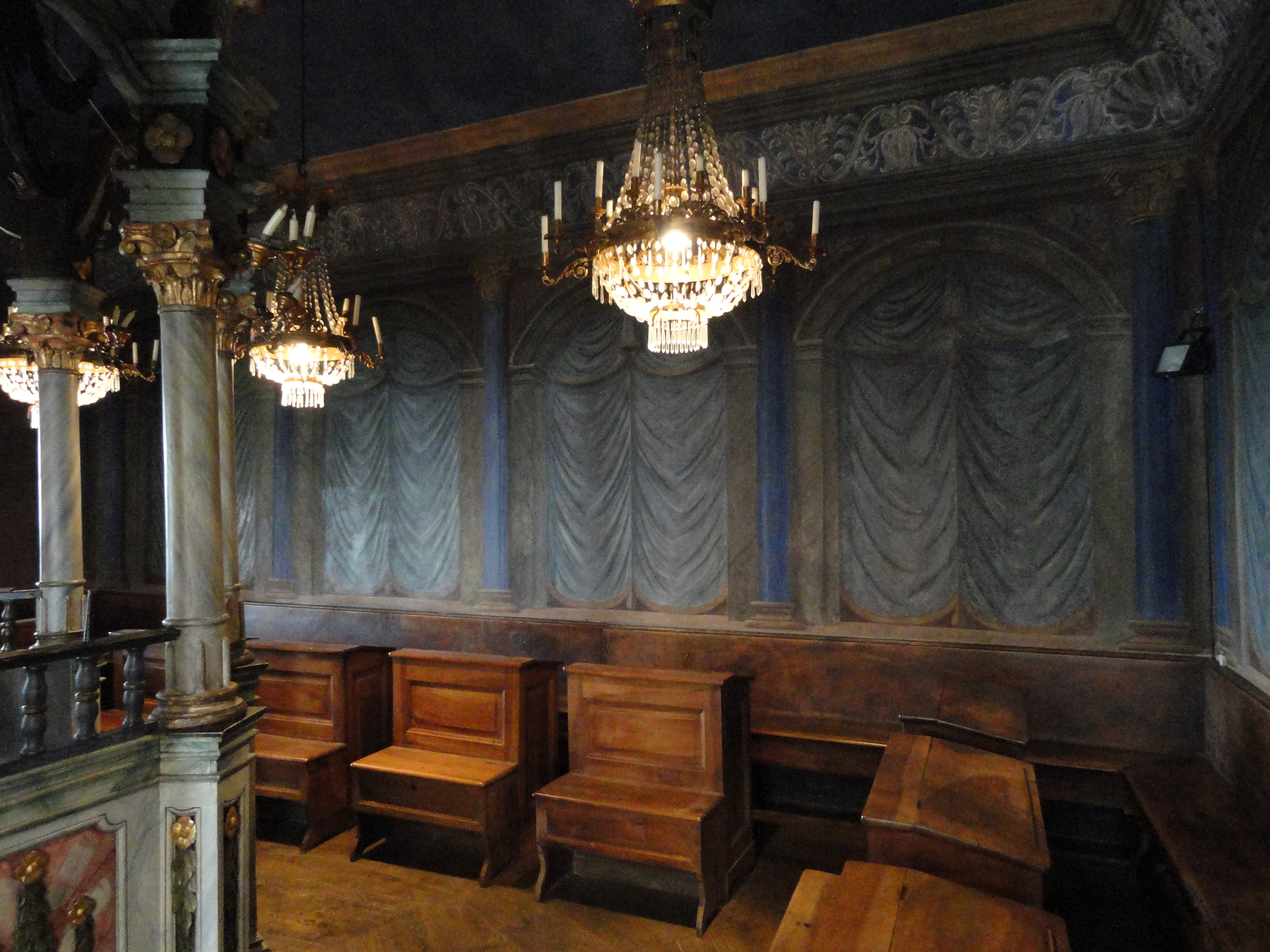
Les murs en trompe-l'œil.

L'Arche Sainte est située contre le mur est de la salle, de sorte qu'en lui faisant face, le fidèle se trouve dans la direction de Jérusalem. L'Arche est entièrement en bois doré, encadré par deux colonnes torses, qui encadrent un chandelier à sept branches (Menorah), finement sculpté en bas-relief sur les portes. Les Tables de la Loi sont situées au centre de la partie supérieure du fronton brisé à épaisse corniche dorée. Les rouleaux de Torah de la communauté qui se trouvaient déposés dans l'Arche ont été transférés dans les années 1930 à la synagogue de Turin. Malheureusement, une bombe alliée tombe pendant la guerre sur la synagogue de Turin, détruisant entièrement l'intérieur de celle-ci, et les treize rouleaux de Torah de Mondovi sont détruits. L'Arche est située sur une petite estrade entourée d'une grille en fer forgé. Devant elle, pendent du plafond huit lampes à huile.
L'éclairage de la salle se fait par cinq lustres en cristal et par six fenêtres fournissant une lumière naturelle, deux situées de part et d'autre de l'Arche et donnant sur la terrasse avec vue sur les collines monregalèses environnantes, et quatre sur le mur nord dont deux donnant sur la galerie des femmes.
Le bâtiment a certainement été agrandi quand des familles juives ont habité aux étages inférieurs lors de la constitution du ghetto: la galerie pour les femmes, la petite salle de cours et la terrasse ont alors été construites comme annexe à la salle de prière. On accède à ces salles par une coursive. La galerie pour les femmes donne sur la salle de prière par deux fenêtres. La salle de classe pour les jeunes de la communauté, conserve encore tout son mobilier d'origine, le tableau noir, quelques bancs et tables et une armoire.
En sortant sur la coursive, on aperçoit une gouttière qui très certainement amenait l'eau au bain rituel (Mikvé) pour les femmes. Il ne reste plus aucune trace de celui-ci.
Parmi les objets remarquables que l'on trouve dans la synagogue, une boite à dons en bois, divisée en plusieurs cases, selon la destination du don: les pauvres ; l'école ou Eretz Israël, ainsi qu'une plaque de donation, indiquant la somme donnée quand une personne monte à la Torah le chabbat. L'interdiction d'écrire la somme le chabbat est contournée par des trous remplis de petites ficelles.

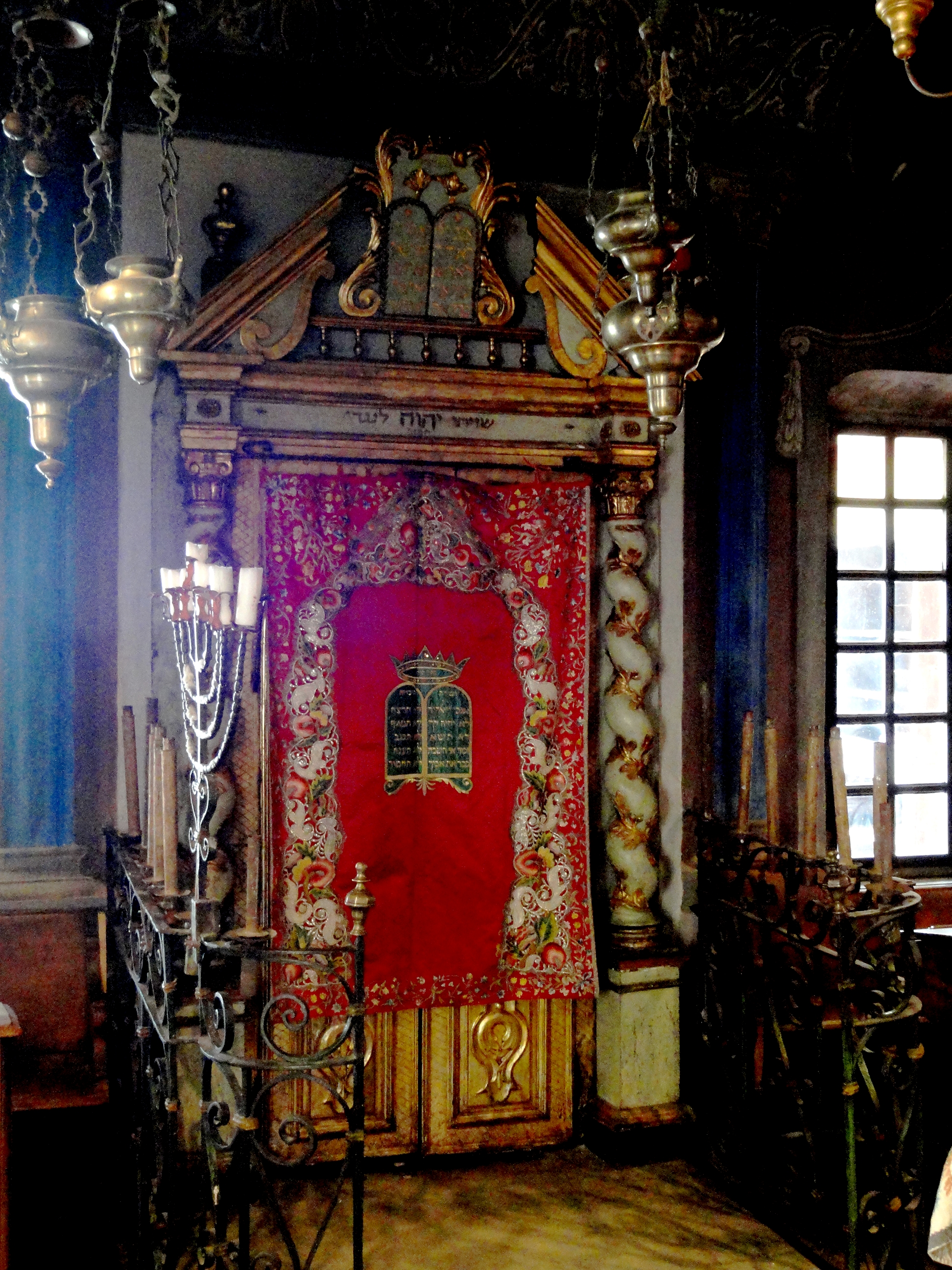
L'Arche Sainte avec le Parokhet (rideau).
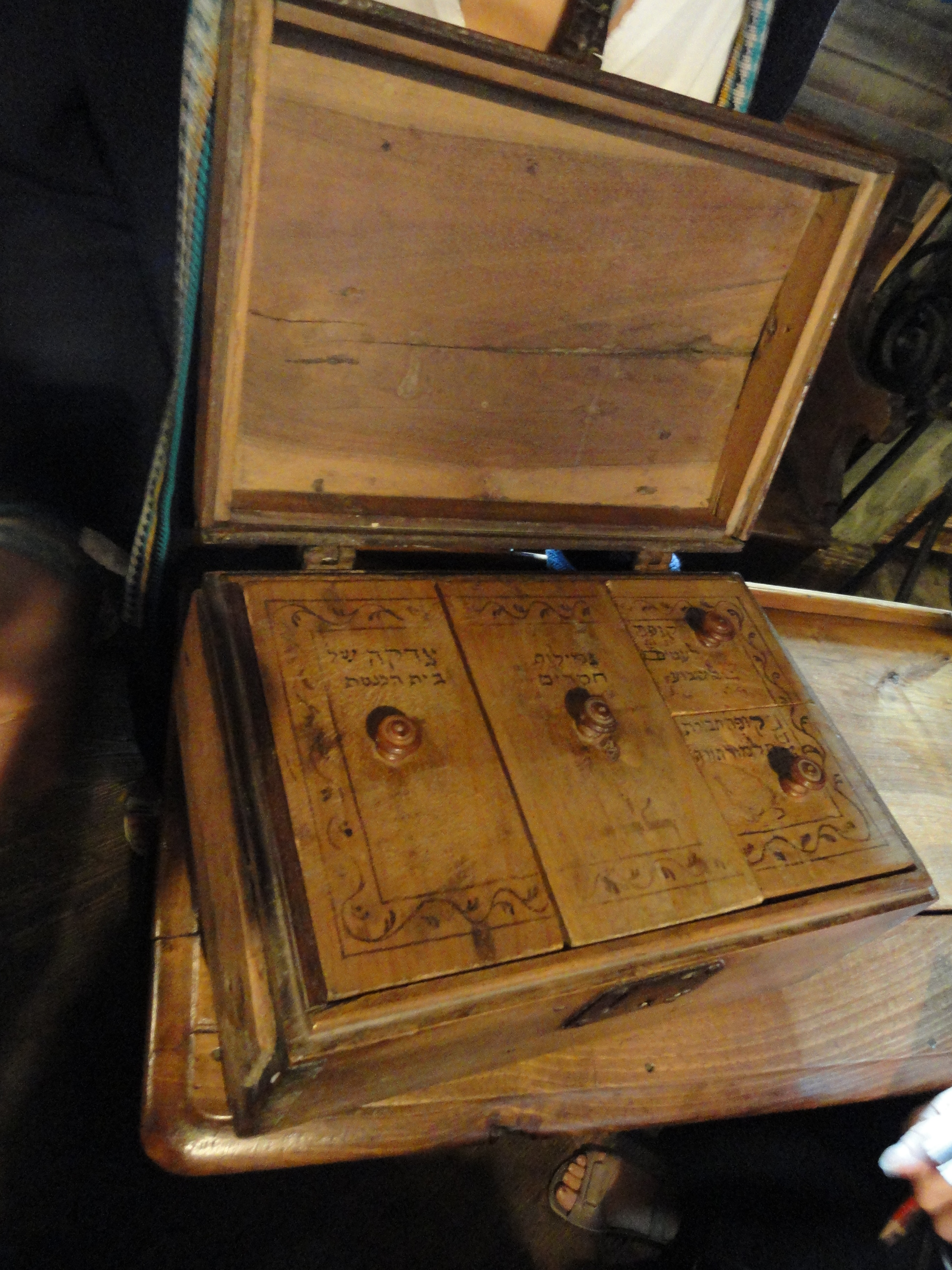
Boite à dons avec les cases pour les pauvres, l'école et Eretz Israel.
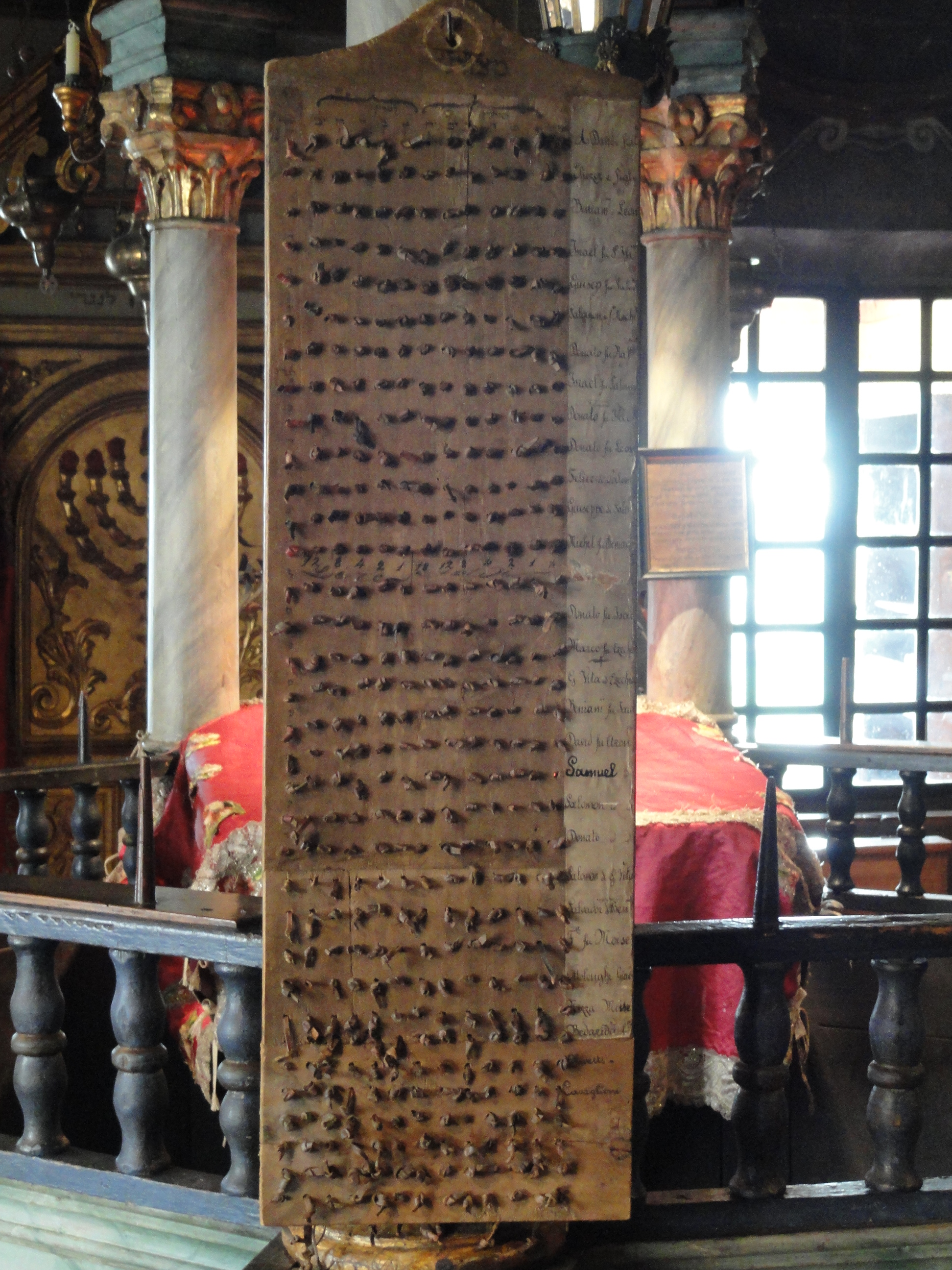
Plaque des dons effectués le chabbat quand le fidèle monte à la Torah.

### Restauration
La synagogue a fait l'objet dans les années 1990 d'une restauration approfondie, effectuée par les architectes Franco Lattes et Paola Valentini.
« L'intervention de restauration a essayé d'utiliser des techniques permettant de faire cohabiter des exigences différentes, parfois apparemment contradictoires : sécuriser la structure du bâtiment, reconstruire et préserver les valeurs de la perception originale de l'œuvre, et dans l'ensemble, maintenir apparente la présence suggestive de l'histoire. »
Lors des travaux, un sondage stratigraphique révèle la présence d'une décoration précédente en dessous de la couche restaurée. Le treillis de la galerie des femmes a été refait en utilisant les techniques d'origine. La fermeture de la terrasse a été rendue nécessaire afin d'éviter une détérioration de l'Arche Sainte. Elle a été réalisée à l'aide d'une fine structure de fer et de verre, unique modification délibérée, mais qui maintient visible la légèreté du dessin des arcs et du parapet existant.